# RS-183
Pour les articles homonymes, voir Route 183.
La RS-183 est une route locale du Sud-Ouest de l'État du Rio Grande do Sul reliant la BR-293, dans la municipalité de Santana do Livramento, à la BR-290/377, dans la commune d'Alegrete. Elle dessert les communes de Santa na do Livramento, Quaraí, Uruguaiana et Alegrete. Elle est longue de 93,200 km.